# 국사조칙
국사조칙(國事詔勅, Pragmatic Sanction)은 국가의 중대한 사항에 대한 군주의 정식 칙령으로서, 기본법(fundamental law)의 효력을 가진다.  연도를 붙이지 않고 고유명사로 사용될 경우, 대체로 1713년 국사조칙을 가리킨다.
- 루이 9세 국사조칙
- 보르주 국사조칙
- 1439년 국사조칙
- 1549년 국사조칙
- 1713년 국사조칙 - 합스부르크 왕가령 영토에서 남자 상속인이 없을 경우에 한하여, 여자도 상속권을 가짐.
- 나폴리 국사조칙 - 나폴리 왕국과 시칠리아 왕국, 스페인 왕국의 왕위 계승과 각 국가의 합병 금지에 대한 법령.
- 1830년 국사조칙 - 부르봉가의 펠리페 5세가 스페인 왕위를 계승하면서, 준 살리카법으로 바뀐 왕위 계승 방식을 합스부르크 시대에 스페인처럼 장자 상속제로 되돌리는 법령.